# Fernmeldeführungskommando Heer
Das Fernmeldeführungskommando Heer war das Fernmeldeführungskommando des Territorialheeres im Heer der Bundeswehr. Es war in der Heinrich-Hertz-Kaserne in Daun stationiert.

## Aufträge
Das Fernmeldeführungskommando sollte im Verteidigungsfall auf Ebene der obersten Bundeswehrführung die Truppenteile der Fernmeldetruppe und der Fernmeldetruppe EloKa bündeln. Das im Verteidigungsfall unterstellte Fernmeldekommando 900 sicherte die Kommunikationsfähigkeit der Bundeswehrführung und der Verfassungsorgane der Bundesrepublik. Der im Verteidigungsfall unterstellte Fernmeldestab 94 betrieb und/oder stellte das Personal für die Aufklärungstürme des Heeres und die meisten Aufklärungstürme der Luftwaffe entlang der Zonengrenze bei Barwedel, bei Thurau, auf dem Stöberhai, auf dem Hohen Meißner, im Hohen Bogen und auf dem Großen Kornberg zur Fernmelde- und Elektronischen Aufklärung des Warschauer Paktes.

## Organisation und Gliederung
Das Fernmeldeführungskommando war im Frieden als Geräteeinheit ausgeplant, dem Heeresamt unterstellt und führte keine Truppenteile. Wie viele Truppenteile des Territorialheeres wäre das Fernmeldeführungskommando erst im Verteidigungsfall mobilisiert worden. Das Personal der Abteilung IV des Heeresamtes sollte als Kader zum Aufwuchs des Fernmeldeführungskommandos dienen. Das Fernmeldeführungskommando Heer sollte dann der Heeresführung unterstellt werden und die Führung des Fernmeldekommandos 900 (im Frieden dem Heeresamt unterstellt) und des Fernmeldestabes 94 (im Frieden ebenfalls zu Heeresamt) übernehmen. Voll mobilisiert hätte die Größe des Fernmeldeführungskommandos etwa der Größe einer Brigade des Feldheeres entsprochen.
Um 1989 war für das Fernmeldeführungskommando grob folgende Kriegsgliederung vorgesehen:
- Stab/Stabskompanie Fernmeldeführungskommando Heer (GerEinh), Daun
  -  Stab/Stabskompanie Fernmeldekommando 900, Rheinbach
    -  Fernmeldebataillon 910, Rheinbach
    -  Fernmeldebataillon 920, Kastellaun
    -  Fernmeldebataillon 930, Gerolstein
    -  Fernmeldebataillon 960 (teilaktiv), Mayen
    -  Fernmeldebataillon 970 (teilaktiv), Mannheim

- -  Stab/Stabskompanie Fernmeldestab 94, Daun
    -  Fernmeldebataillon 940, Daun
    -  Fernmeldekompanie 945 (Fernmeldeaufklärungskompanie), Ehra-Lessien
    -  Fernmeldekompanie 946 (Fernmeldeaufklärungskompanie), Hof an der Saale
    -  Fernmeldekompanie 947 (Fernmeldeaufklärungskompanie), Hessisch Lichtenau
    -  Fernmeldeausbildungskompanie 941, Daun (im Frieden zu Fernmeldebataillon 940, ab Frühjahr 1989 nach Clausthal-Zellerfeld)
    -  Fernmeldeausbildungskompanie 942, Daun (im Frieden zu Fernmeldebataillon 940)

## Geschichte

### Aufstellung
Das Fernmeldeführungskommando Heer war in der Kriegsgliederung der Heeresstruktur IV ab etwa Beginn der 1980er Jahre ausgpelant.

### Auflösung
Nach Ende des Kalten Krieges, der Lockerung der NATO-Kommandostruktur, der de-facto Aufgabe der Trennung von Feld- und Territorialheer, der Umgliederung der zu führenden Truppenteile und der Aufstellung neuer operativer Führungskommandos wie dem Kommando Operative Führung Eingreifkräfte mit eigener Fernmeldetechnik wurde das Fernmeldeführungskommando Heer spätestens bis Mitte der 1990er Jahre außer Dienst gestellt. Aus den beiden Säulen des Fernmeldeführungskommandos gingen nach seiner Auflösung die Fernmelde- und Elektronische Aufklärungsbrigade 94 und die Führungsunterstützungsbrigade 900 hervor.

## Verbandsabzeichen
Das Fernmeldeführungskommando  führte aufgrund seiner Ausplanung als Geräteeinheit und als unselbstständiger Truppenteil der obersten Bundeswehrführung kein eigenes Verbandsabzeichen. Die im Verteidigungsfall für das Fernmeldeführungskommando Heer vorgesehenen Soldaten trugen daher im Frieden das Verbandsabzeichen des Heeresamtes.